# Абасири (залив)
Аба́сири — залив на юге Охотского моря, вдаётся в северо-восточное побережье японского острова Хоккайдо. В заливе находится крайняя южная точка Охотского моря.
Залив имеет ширину около 60 км. В него впадает несколько рек, включая Абасири (крупнейшая) и Сяри.
Весной в залив поступают холодные воды течения Сойя. С января по март залив покрывает дрейфующий лёд.